# Hohes Kreuz (Arnshausen)

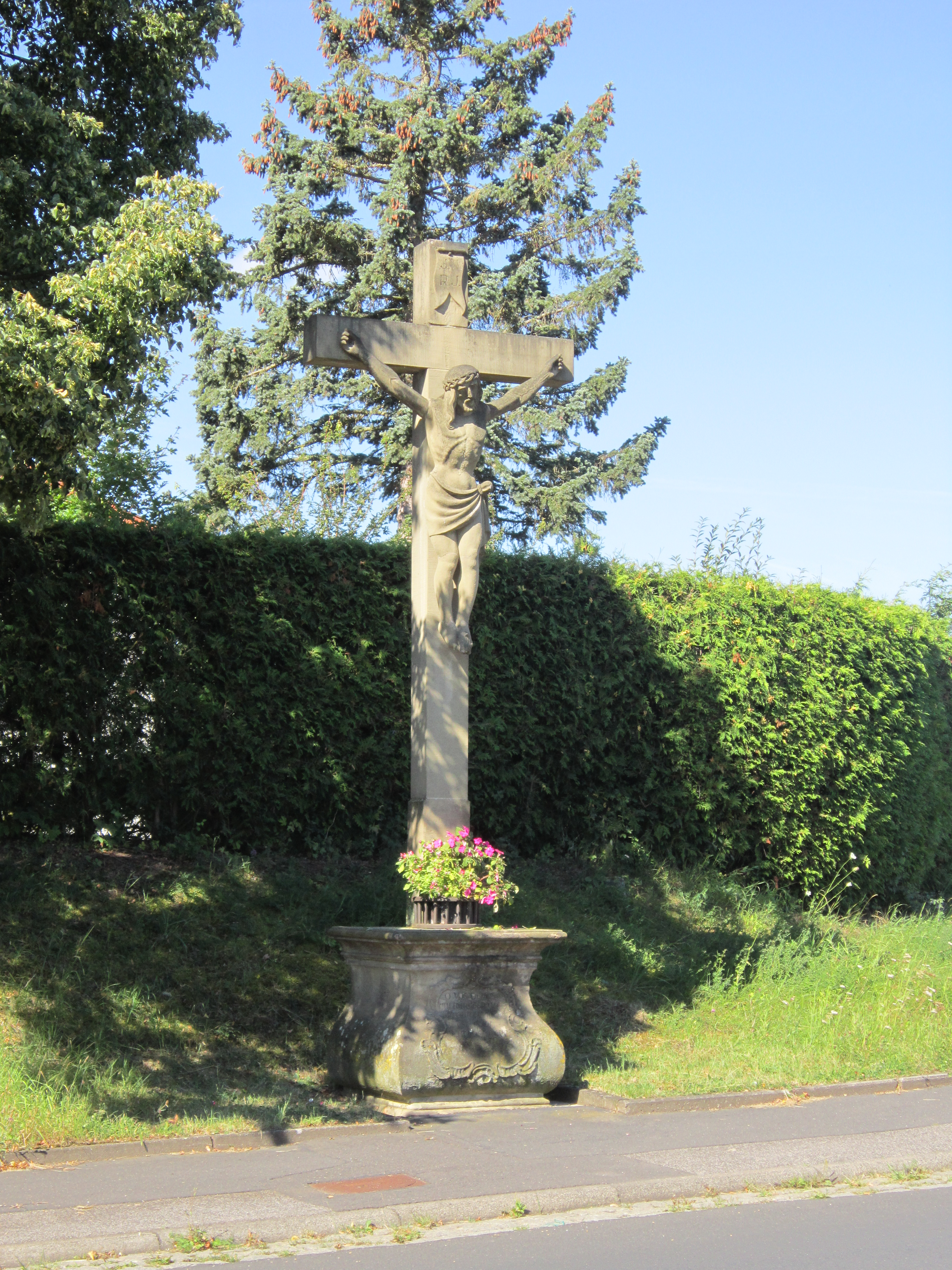
Hohes Kreuz in Arnshausen, Bad Kissingen.

Das Hohe Kreuz ist ein Flurdenkmal in Arnshausen, einem Stadtteil von Bad Kissingen, der Großen Kreisstadt des unterfränkischen Landkreises Bad Kissingen. Es gehört zu den  Bad Kissinger Baudenkmälern und ist unter der Nummer D-6-72-114-165 in der Bayerischen Denkmalliste registriert.

## Geschichte
Das Kreuz befindet sich am Ortsausgang von Arnshausen Richtung Bad Kissingen.
An der Rückseite der Abdeckplatte befindet sich eine Signatur des Bildhauers Burkert Lux aus Neustadt. Laut Inschrift am Kreuzstamm „L. H. PFARR M. Z. S: 1779“ stammt es aus dem Jahr 1779. Wie Nachforschungen von Heimatforscher Helmuth Mahr aus dem Jahr 1952 ergaben, bedeutet die Inschrift „Lorenz Helbig, Pfarrer“ und „Michael Ziegler Schultheiß“. Mahr fand auch eine an Bildhauer Lux gerichtete Gemeinderechnung aus dem Jahr 1779.
Im Jahr 1977 wurde das Kreuz von einem Fahrzeug angefahren und beschädigt. Der Kreuzstamm musste renoviert werden.
Der Tischsockel hat zusammen mit der Abdeckplatte eine Höhe von 90 Zentimetern. An der Vorderseite befindet sich folgende, von Rocaillen umrahmte Inschrift:

„Oh vos omnes,
qui transitis per viam
attendite, et videte
sie est dolor
sicut dolor meus.
Thren.j.“